# Stenogrammitis prionodes
Stenogrammitis prionodes är en stensöteväxtart som först beskrevs av John T. Mickel och Joseph M. Beitel och som fick sitt nu gällande namn av Paulo Henrique Labiak.
Stenogrammitis prionodes ingår i släktet Stenogrammitis och familjen Polypodiaceae. Inga underarter finns listade i Catalogue of Life.